# Sępolno Wielkie
Sępolno Wielkie (do 1945 niem. Seepohlen, Groß Karzenburg) – wieś w Polsce położona w województwie zachodniopomorskim, w powiecie szczecineckim, w gminie Biały Bór.
Szachulcowy kościół z 1685 z bogatym, późnobarokowym wystrojem wnętrza.
W Sępolnie Wielkim rośnie dąb szypułkowy, który w 2005 roku został uznany za pomnik przyrody. Wysokość drzewa wynosi 20 m, a szerokość jego korony sięga 16 m. Na wysokości 1,30 m obwód pnia równy jest 530 cm, a na wysokości 1,80 m – 570 cm. Dąb otrzymał imię "Pomorzanin".
W okolicy wsi znajdują się pozostałości umocnień Wału Pomorskiego.
W latach 1975–1998 wieś należała do woj. koszalińskiego.